# Biblioteca Centrală a Universității Politehnica

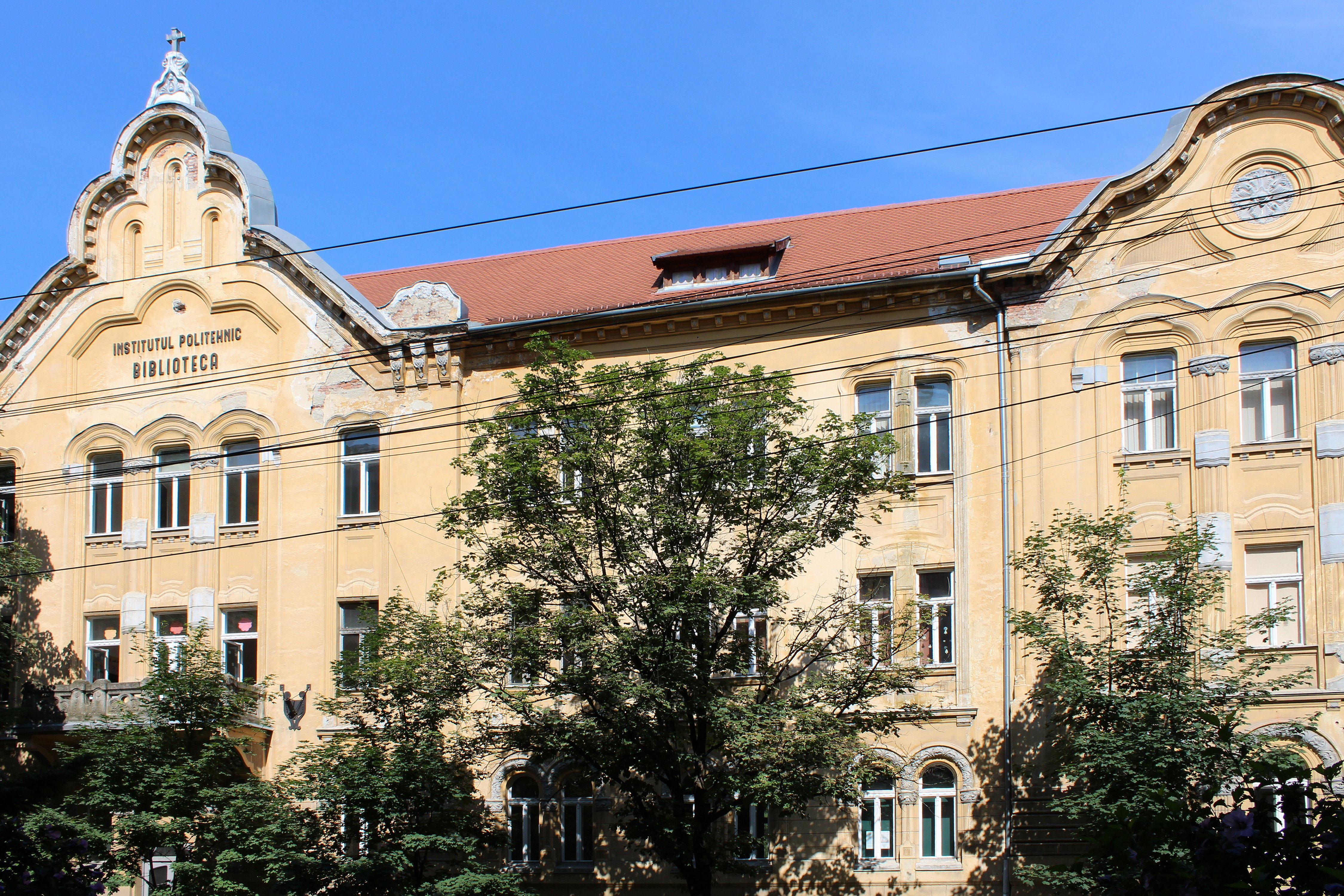
Vechiul local al bibliotecii Politehnicii, la Liceul Piarist

Biblioteca Centrală a Universității Politehnica este biblioteca Universității Politehnica din Timișoara. În perioada 1948–2014 a funcționat în ansamblul Liceului Piarist.
Deoarece era situată în centrul Timișoarei, dar mai departe de unele facultăți, biblioteca avea filiale de specialitate la facultățile de Chimie, Electro, Mecanică și Construcții. În urma retrocedării ansamblului Piarist către Biserica Catolică, pentru bibliotecă a fost construit un sediu nou, pe bd. Vasile Pârvan nr. 2b, în apropierea facultăților menționate, astfel că filialele au fost comasate acolo. Ultimele 100 de cărți au fost mutate simbolic în noul local la 27 octombrie 2014 de un lanț uman format din 1000 de studenți.